# Antonius Margaritha

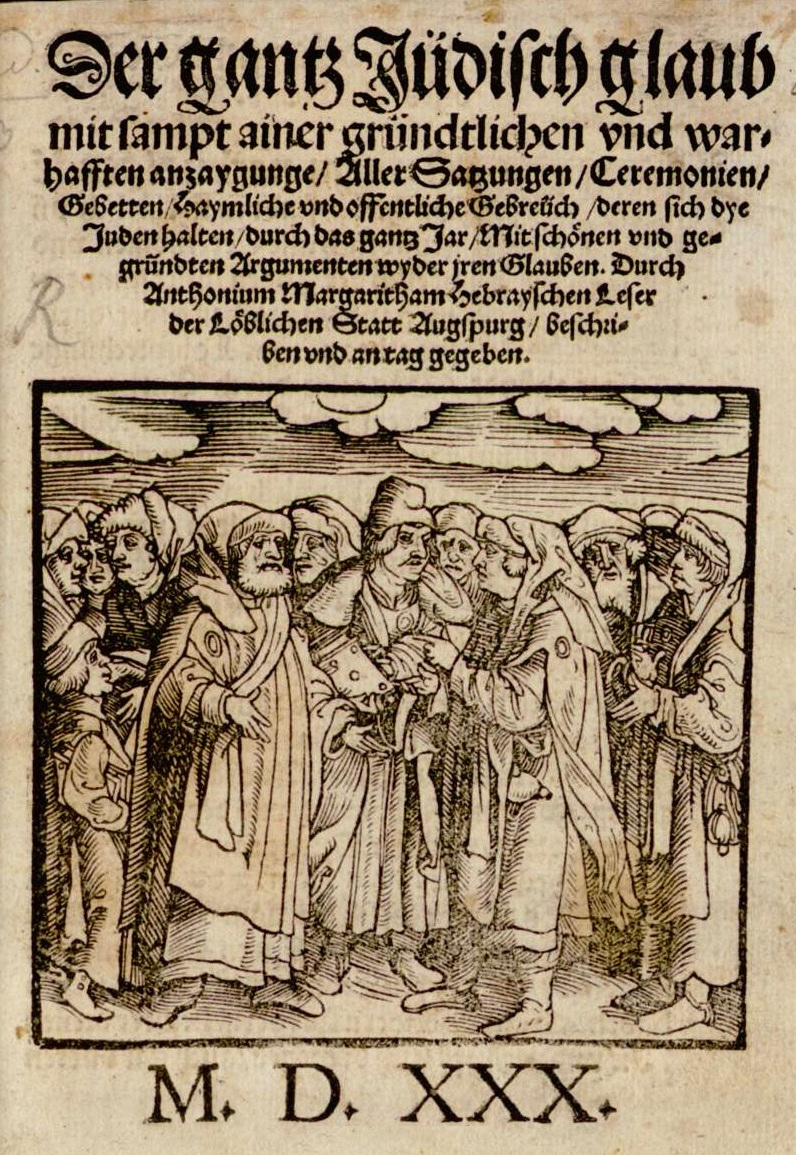
"Cała wiara żydowska, łącznie z wiarą dokładną i prawdziwą" wyd. 1530

Antonius Margaritha (ur. w 1492 w Ratyzbonie, zm. w 1542 w Wiedniu) – szesnastowieczny hebraista pochodzenia żydowskiego, który dokonał konwersji na chrześcijaństwo w 1522 r. Ochrzczony w Wasserburgu przyjął luteranizm. Jego prace były prawdopodobnym źródłem dla części poglądów Marcina Lutra na judaizm.
Margaritha w marcu 1530 opublikował dzieło pt. „Der ganz jüdisch Glaub” (Cała żydowska wiara), w którym podjął próbę wyjaśnienia modlitw i zwyczajów żydowskich z zamiarem udowodnienia, że naród żydowski odrzucił prawdziwego Mesjasza. Oskarżał w nim żydów m.in. o to, że modlitwy żydowskie szkalują niemieckich cesarzy. W czerwcu tego samego roku cesarz Karol V Habsburg zwołał w Augsburgu dysputę religijną przed komisją uczonych, w której adwersarzem Antoniusa Margarithy był Josel z Rosheim, reprezentant i przywódca (sztadlan) alzackich Żydów w Świętym Cesarstwie Rzymskim wobec cesarza i władców terytorialnych. W jej wyniku, pod wpływem argumentacji Josela z Rosheim, Antoniusa Margarithę komisja uznała za „niebezpiecznego denuncjanta i wichrzyciela”.
Martin Luther przeczytał „Der ganz jüdisch Glaub” w 1539, przed napisaniem swojego antysemickiego traktatu O Żydach i ich kłamstwach z 1543.